# Джанибек Герай
Джанибе́к Гера́й (Гире́й) (крым. Canibek Geray, جانيبک كراى‎; 1568—1636) — семнадцатый крымский хан из династии Гиреев (1610—1623, 1628—1635), сын нурэддина Шакай Мубарека Герая (ум. 1593), внук крымского хана Девлета I Герая. Приемный сын крымского хана Селямета I Герая (1608—1610). При воцарении Газы II Герая семья Мубарека Герая, пособника Алпа Герая, бежала на Северный Кавказ, откуда родом была мать будущего хана. После смерти мужа она вступила в брак с Фетихом I Гераем, затем с Селяметом I Гераем. При Селямете I Герае Джанибек Герай был назначен калгой вместо бежавшего Мехмеда Герая (1609—1610).

## Биография
Летом 1610 года по договору хана с царём Василием Шуйским ходил с войском к Серпухову, где часть его войска воевала с Лжедмитрием II в битве на Наре. Получив известие о смерти хана, вернулся в Бахчисарай, чтобы не дать взять власть своему сопернику Мехмед-Гирею III.
После смерти приемного отца унаследовал ханский престол в Бахчисарае. Заняв ханский престол, Джанибек Герай назначил калгой своего младшего брата Девлета Герая (1610—1623). Азамат Герай (ум. 1632), старший сын Селямета I Герая, был нурэддином в 1610—1623, 1625—1627, 1628—1631 годах.
На протяжении своего пребывания при власти показал себя верным союзником Османской империи, выходя по приказанию султана в походы на Персию и Польшу. В сражениях был не особо удачлив: победы чередовались с крупными поражениями. В 1630-х годах для сохранения равновесия сил в восточноевропейском регионе поддержал Польшу в Смоленской войне против России, совершив успешные походы в окрестности Москвы.
Стиль правления отличался демократичностью и склонностью советоваться с беями по важным вопросам управления.
Джанибек был утонченной натурой, сведущей в литературе.
В 1623—1628 годах лишился власти на время правления Мехмеда III Герая. Взойдя на трон вторично, застал в Крыму открытую войну между родами Ширин и Мансур. Своим повторным воцарением хан был обязан военной поддержке Мансуров, что настроило против него другие крымские рода. Раскола знати преодолеть не смог.
Вторично заняв ханский престол, Джанибек Герай назначил калгой своего младшего брата Девлета Герая (1628—1631). В 1631 году калгой стал бывший нурэддин Азамат Герай (1631—1632), который был убит по приказу Джанибека Герая. В 1632 году Джанибек назначил калгой своего сына Мубарека Герая (1632—1635). В 1631 году новым нурэддином был назначен Мубарек Герай (1631—1632), сын хана Селямета Герая.
В 1635 году крымский хан Джанибек Герай смещен с престола султанским указом и отправлен на пенсион на остров Родос, где вскоре скончался. Похоронен возле мечети Мурад Рейса на Родосе в отдельном мавзолее.